# Jared Ross
Pour les articles homonymes, voir Ross.
Jared Ross (né le 8 septembre 1982 à Huntsville, dans l'État de l'Alabama aux États-Unis) est un joueur professionnel de hockey sur glace évoluant à la position de centre.

## Carrière
Joueur jamais réclamé lors d'un repêchage de la Ligue nationale de hockey, c'est en tant qu'agent libre que Ross rejoint en 2004 les Mechanics de Motor City de la United Hockey League. Il évolue avec ces derniers durant une saison avant de rejoindre les Wolves de Chicago de la Ligue américaine de hockey.
Après une saison et demie avec Chicago, il se voit être échangé le 1er mars 2007 aux Phantoms de Philadelphie en retour du prêt de Niko Dimitrakos.
En faisant ses premiers pas dans la LNH avec les Flyers de Philadelphie lors de la saison 2008-2009, il devient le premier joueur originaire de l'État de l'Alabama à prendre part à une rencontre en LNH.
Le 7 juillet 2010, il signe comme agent libre avec les Thrashers d'Atlanta.

## Statistiques
| Saison    | Équipe                   | Ligue |    | Saison régulière | Saison régulière | Saison régulière | Saison régulière | Saison régulière |   | Séries éliminatoires | Séries éliminatoires | Séries éliminatoires | Séries éliminatoires | Séries éliminatoires |
| Saison    | Équipe                   | Ligue | PJ | B                | A                | Pts              | Pun              | PJ               | B | A                    | Pts                  | Pun                  |                      |                      |
| 2001-2002 | Université de l'Alabama  | CHA   | 37 | 11               | 17               | 28               | 8                | -                | - | -                    | -                    | -                    |                      |                      |
| 2002-2003 | Université de l'Alabama  | CHA   | 35 | 20               | 20               | 40               | 30               | -                | - | -                    | -                    | -                    |                      |                      |
| 2003-2004 | Université de l'Alabama  | CHA   | 31 | 19               | 31               | 50               | 46               | -                | - | -                    | -                    | -                    |                      |                      |
| 2004-2005 | Université de l'Alabama  | CHA   | 30 | 22               | 18               | 40               | 53               | -                | - | -                    | -                    | -                    |                      |                      |
| 2004-2005 | Mechanics de Motor City  | UHL   | 12 | 3                | 5                | 8                | 2                | -                | - | -                    | -                    | -                    |                      |                      |
| 2005-2006 | Wolves de Chicago        | LAH   | 62 | 10               | 27               | 37               | 37               | -                | - | -                    | -                    | -                    |                      |                      |
| 2005-2006 | Gladiators de Gwinnett   | ECHL  | 1  | 0                | 0                | 0                | 0                | -                | - | -                    | -                    | -                    |                      |                      |
| 2006-2007 | Wolves de Chicago        | LAH   | 41 | 7                | 8                | 15               | 14               | -                | - | -                    | -                    | -                    |                      |                      |
| 2006-2007 | Phantoms de Philadelphie | LAH   | 21 | 4                | 10               | 14               | 6                | -                | - | -                    | -                    | -                    |                      |                      |
| 2007-2008 | Phantoms de Philadelphie | LAH   | 67 | 23               | 39               | 62               | 56               | 12               | 5 | 4                    | 9                    | 4                    |                      |                      |
| 2008-2009 | Flyers de Philadelphie   | LNH   | 10 | 0                | 0                | 0                | 2                | 6                | 1 | 0                    | 1                    | 0                    |                      |                      |
| 2008-2009 | Phantoms de Philadelphie | LAH   | 64 | 29               | 40               | 69               | 26               | -                | - | -                    | -                    | -                    |                      |                      |
| 2009-2010 | Phantoms de l'Adirondack | LAH   | 73 | 12               | 34               | 46               | 40               | -                | - | -                    | -                    | -                    |                      |                      |
| 2009-2010 | Flyers de Philadelphie   | LNH   | 3  | 0                | 0                | 0                | 0                | 3                | 0 | 0                    | 0                    | 0                    |                      |                      |
| 2010-2011 | Wolves de Chicago        | LAH   | 66 | 15               | 40               | 55               | 38               | -                | - | -                    | -                    | -                    |                      |                      |
| 2011-2012 | ERC Ingolstadt           | DEL   | 52 | 23               | 29               | 52               | 24               | 9                | 2 | 6                    | 8                    | 4                    |                      |                      |
| 2012-2013 | ERC Ingolstadt           | DEL   | 51 | 10               | 32               | 42               | 49               | 6                | 0 | 1                    | 1                    | 2                    |                      |                      |
| 2013-2014 | ERC Ingolstadt           | DEL   | 17 | 1                | 10               | 11               | 10               | 17               | 2 | 4                    | 6                    | 10                   |                      |                      |
| 2014-2015 | ERC Ingolstadt           | DEL   | 52 | 16               | 25               | 41               | 34               | 18               | 6 | 4                    | 10                   | 10                   |                      |                      |
| 2015-2016 | ERC Ingolstadt           | DEL   | 52 | 5                | 19               | 24               | 59               | 2                | 0 | 0                    | 0                    | 0                    |                      |                      |
|           |                          |       |    |                  |                  |                  |                  |                  |   |                      |                      |                      |                      |                      |
| 2018-2019 | Gladiators d'Atlanta     | ECHL  | 9  | 1                | 3                | 4                | 2                | -                | - | -                    | -                    | -                    |                      |                      |

## Transactions en carrière
- 1er mars 2007; échangé par les Wolves de Chicago au Phantoms de Philadelphie en retour du prêt de Niko Dimitrakos.
- 8 avril 2008; signe à titre d'agent libre avec les Flyers de Philadelphie.